# Les As de la déco
 (août 2018).
Si vous disposez d'ouvrages ou d'articles de référence ou si vous connaissez des sites web de qualité traitant du thème abordé ici, merci de compléter l'article en donnant les références utiles à sa vérifiabilité et en les liant à la section « Notes et références ».
Les As de la déco est une émission de télévision belge présentée par Valérie Damidot, diffusée en Belgique depuis le 2 octobre 2017 à 17 h 30 sur RTL-TVI puis en France depuis le 6 août 2018 à 17 h 10 sur TF1.

## Principe

### Du lundi au jeudi: la compétition
Selon le thème imposé, tous les candidats de la semaine vont réaménager entièrement les pièces des propriétaires pendant trois jours. Ils devront faire attention à respecter le thème imposé, puis au passage leurs budgets et les objets imposés pour la décoration. Durant la compétition, les concurrents vont observer les travaux et donnent leurs avis puis les notes, accompagnés de Valérie Damidot qui commentera chaque réaménagement de la pièce.

### Vendredi: la finale
Après le réaménagement des pièces terminées, chaque propriétaire (et les concurrents) vont découvrir les décorations finales puis savoir si ça leur plait et vont devoir attribuer leurs notes aux candidats. À la fin, Valérie Damidot révélera le nom du gagnant et celui qui aura la meilleure moyenne de la semaine remportera la somme de 2 000 €.

## Candidats

### Liste des candidats belges
| Liste des candidats de Belgique           | Liste des candidats de Belgique           | Liste des candidats de Belgique           | Liste des candidats de Belgique           | Liste des candidats de Belgique           | Liste des candidats de Belgique           | Liste des candidats de Belgique           | Liste des candidats de Belgique           | Liste des candidats de Belgique           | Liste des candidats de Belgique           | Liste des candidats de Belgique           | Liste des candidats de Belgique           | Liste des candidats de Belgique           |
| Semaine                                   | Émission                                  | Candidat du jour                          | Propriétaire                              | Lieu de décoration                        | Notes                                     | Notes                                     | Notes                                     | Notes                                     | Notes                                     | Notes finales                             | Notes finales                             | Notes finales                             |
| Semaine                                   | Émission                                  | Candidat du jour                          | Propriétaire                              | Lieu de décoration                        | Candidats                                 | Respect du thème                          | Objet imposé                              | Décoration finale                         | Moyenne                                   | Valérie Damidot                           | Propriétaire                              | Moyenne finale                            |
| Thème de la semaine : en avant la musique | Thème de la semaine : en avant la musique | Thème de la semaine : en avant la musique | Thème de la semaine : en avant la musique | Thème de la semaine : en avant la musique | Thème de la semaine : en avant la musique | Thème de la semaine : en avant la musique | Thème de la semaine : en avant la musique | Thème de la semaine : en avant la musique | Thème de la semaine : en avant la musique | Thème de la semaine : en avant la musique | Thème de la semaine : en avant la musique | Thème de la semaine : en avant la musique |
| ----------------------------------------- | ----------------------------------------- | ----------------------------------------- | ----------------------------------------- | ----------------------------------------- | ----------------------------------------- | ----------------------------------------- | ----------------------------------------- | ----------------------------------------- | ----------------------------------------- | ----------------------------------------- | ----------------------------------------- | ----------------------------------------- |
| 5                                         | 21                                        | Michaël                                   | William et Christelle                     | Chambre                                   | Aurélie                                   | 5,0 / 10                                  | 6,0 / 10                                  | 2,0 / 10                                  | 4,8 / 10                                  | -                                         | 8,0 / 10                                  | 6,4 / 10                                  |
| 5                                         | 21                                        | Michaël                                   | William et Christelle                     | Chambre                                   | Pierre                                    | 4,0 / 10                                  | 6,0 / 10                                  | 3,0 / 10                                  | 4,8 / 10                                  | -                                         | 8,0 / 10                                  | 6,4 / 10                                  |
| 5                                         | 21                                        | Michaël                                   | William et Christelle                     | Chambre                                   | Valérie                                   | 6,0 / 10                                  | 7,0 / 10                                  | 4,0 / 10                                  | 4,8 / 10                                  | -                                         | 8,0 / 10                                  | 6,4 / 10                                  |
| 5                                         | 22                                        | Valérie                                   | Camille et Olivier                        | Chambre                                   | Aurélie                                   | 4,0 / 10                                  | 5,0 / 10                                  | 5,0 / 10                                  | 3,4 / 10                                  | -                                         | 9,0 / 10                                  | 6,2 / 10                                  |
| 5                                         | 22                                        | Valérie                                   | Camille et Olivier                        | Chambre                                   | Pierre                                    | 3,0 / 10                                  | 3,0 / 10                                  | 3,0 / 10                                  | 3,4 / 10                                  | -                                         | 9,0 / 10                                  | 6,2 / 10                                  |
| 5                                         | 22                                        | Valérie                                   | Camille et Olivier                        | Chambre                                   | Michaël                                   | 3,0 / 10                                  | 2,0 / 10                                  | 3,0 / 10                                  | 3,4 / 10                                  | -                                         | 9,0 / 10                                  | 6,2 / 10                                  |
| 5                                         | 23                                        | Aurélie                                   | Vincent et Lorenzo                        | Chambre                                   | Pierre                                    | 5,0 / 20                                  | 3,0 / 10                                  | 5,0 / 10                                  | 4,3 / 10                                  | Bonus                                     | 10 / 10                                   | 7,2 / 10                                  |
| 5                                         | 23                                        | Aurélie                                   | Vincent et Lorenzo                        | Chambre                                   | Valérie                                   | 7,0 / 10                                  | 3,0 / 10                                  | 6,0 / 10                                  | 4,3 / 10                                  | Bonus                                     | 10 / 10                                   | 7,2 / 10                                  |
| 5                                         | 23                                        | Aurélie                                   | Vincent et Lorenzo                        | Chambre                                   | Michaël                                   | 3,0 / 20                                  | 4,0 / 10                                  | 3,0 / 10                                  | 4,3 / 10                                  | Bonus                                     | 10 / 10                                   | 7,2 / 10                                  |
| 5                                         | 24                                        | Pierre                                    | Anne et Jade                              | Chambre                                   | Michaël                                   | 4,0 / 10                                  | 2,0 / 10                                  | 3,0 / 10                                  | 4,4 / 10                                  | -                                         | 9,0 / 10                                  | 6,7 / 10                                  |
| 5                                         | 24                                        | Pierre                                    | Anne et Jade                              | Chambre                                   | Valérie                                   | 6,0 / 10                                  | 6,0 / 10                                  | 4,0 / 10                                  | 4,4 / 10                                  | -                                         | 9,0 / 10                                  | 6,7 / 10                                  |
| 5                                         | 24                                        | Pierre                                    | Anne et Jade                              | Chambre                                   | Aurélie                                   | 5,0 / 10                                  | 6,0 / 10                                  | 4,0 / 10                                  | 4,4 / 10                                  | -                                         | 9,0 / 10                                  | 6,7 / 10                                  |
| 5                                         | 25                                        | Gagnant : Aurélie                         | Gagnant : Aurélie                         | Gagnant : Aurélie                         | Gagnant : Aurélie                         | Gagnant : Aurélie                         | Gagnant : Aurélie                         | Gagnant : Aurélie                         | Gagnant : Aurélie                         | Gagnant : Aurélie                         | Gagnant : Aurélie                         | Gagnant : Aurélie                         |

### Liste des candidats français
| Liste des candidats de France                             | Liste des candidats de France                             | Liste des candidats de France                             | Liste des candidats de France                             | Liste des candidats de France                             | Liste des candidats de France                             | Liste des candidats de France                             | Liste des candidats de France                             | Liste des candidats de France                             | Liste des candidats de France                             | Liste des candidats de France                             | Liste des candidats de France                             | Liste des candidats de France                             |
| Semaine                                                   | Émission                                                  | Candidat du jour                                          | Propriétaire                                              | Lieu de décoration                                        | Notes                                                     | Notes                                                     | Notes                                                     | Notes                                                     | Notes                                                     | Notes finales                                             | Notes finales                                             | Notes finales                                             |
| Semaine                                                   | Émission                                                  | Candidat du jour                                          | Propriétaire                                              | Lieu de décoration                                        | Candidats                                                 | Respect du thème                                          | Objet imposé                                              | Décoration finale                                         | Moyenne                                                   | Valérie Damidot                                           | Propriétaire                                              | Moyenne finale                                            |
| Thème de la semaine : sur un petit aire de vie de château | Thème de la semaine : sur un petit aire de vie de château | Thème de la semaine : sur un petit aire de vie de château | Thème de la semaine : sur un petit aire de vie de château | Thème de la semaine : sur un petit aire de vie de château | Thème de la semaine : sur un petit aire de vie de château | Thème de la semaine : sur un petit aire de vie de château | Thème de la semaine : sur un petit aire de vie de château | Thème de la semaine : sur un petit aire de vie de château | Thème de la semaine : sur un petit aire de vie de château | Thème de la semaine : sur un petit aire de vie de château | Thème de la semaine : sur un petit aire de vie de château | Thème de la semaine : sur un petit aire de vie de château |
| --------------------------------------------------------- | --------------------------------------------------------- | --------------------------------------------------------- | --------------------------------------------------------- | --------------------------------------------------------- | --------------------------------------------------------- | --------------------------------------------------------- | --------------------------------------------------------- | --------------------------------------------------------- | --------------------------------------------------------- | --------------------------------------------------------- | --------------------------------------------------------- | --------------------------------------------------------- |
| 1                                                         | 1                                                         | Anthony                                                   | Ingrid                                                    | Salle à manger                                            | Vanessa                                                   | 8,0 / 10                                                  | 7,0 / 10                                                  | 7,0 / 10                                                  | 5,4 / 10                                                  | -                                                         | 9,0 / 10                                                  | 7,2 / 10                                                  |
| 1                                                         | 1                                                         | Anthony                                                   | Ingrid                                                    | Salle à manger                                            | Samia                                                     | 5,0 / 10                                                  | 4,0 / 10                                                  | 4,0 / 10                                                  | 5,4 / 10                                                  | -                                                         | 9,0 / 10                                                  | 7,2 / 10                                                  |
| 1                                                         | 1                                                         | Anthony                                                   | Ingrid                                                    | Salle à manger                                            | Grégory                                                   | 5,0 / 10                                                  | 4,0 / 10                                                  | 5,0 / 10                                                  | 5,4 / 10                                                  | -                                                         | 9,0 / 10                                                  | 7,2 / 10                                                  |
| 1                                                         | 2                                                         | Vanessa                                                   | Steven et Lucie                                           | Salle à manger                                            | Anthony                                                   | 3,0 / 10                                                  | 4,0 / 10                                                  | 3,0 / 10                                                  | 4,3 / 10                                                  | Bonus                                                     | 9,0 / 10                                                  | 6,7 / 10                                                  |
| 1                                                         | 2                                                         | Vanessa                                                   | Steven et Lucie                                           | Salle à manger                                            | Samia                                                     | 5,0 / 10                                                  | 4,0 / 10                                                  | 4,0 / 10                                                  | 4,3 / 10                                                  | Bonus                                                     | 9,0 / 10                                                  | 6,7 / 10                                                  |
| 1                                                         | 2                                                         | Vanessa                                                   | Steven et Lucie                                           | Salle à manger                                            | Grégory                                                   | 5,0 / 10                                                  | 6,0 / 10                                                  | 5,0 / 10                                                  | 4,3 / 10                                                  | Bonus                                                     | 9,0 / 10                                                  | 6,7 / 10                                                  |
| 1                                                         | 3                                                         | Samia                                                     | Robeta                                                    | Salle à manger                                            | Vanessa                                                   | 4,0 / 10                                                  | 2,0 / 10                                                  | 4,0 / 10                                                  | 4,4 / 10                                                  | -                                                         | 8,0 / 10                                                  | 6,2 / 10                                                  |
| 1                                                         | 3                                                         | Samia                                                     | Robeta                                                    | Salle à manger                                            | Anthony                                                   | 6,0 / 10                                                  | 4,0 / 10                                                  | 6,0 / 10                                                  | 4,4 / 10                                                  | -                                                         | 8,0 / 10                                                  | 6,2 / 10                                                  |
| 1                                                         | 3                                                         | Samia                                                     | Robeta                                                    | Salle à manger                                            | Grégory                                                   | 6,0 / 10                                                  | 4,0 / 10                                                  | 4,0 / 10                                                  | 4,4 / 10                                                  | -                                                         | 8,0 / 10                                                  | 6,2 / 10                                                  |
| 1                                                         | 4                                                         | Grégory                                                   | Tiffany                                                   | Salle à manger                                            | Anthony                                                   | 5,0 / 10                                                  | 4,0 / 10                                                  | 6,0 / 10                                                  | 4,9 / 10                                                  | -                                                         | 6,0 / 10                                                  | 5,5 / 10                                                  |
| 1                                                         | 4                                                         | Grégory                                                   | Tiffany                                                   | Salle à manger                                            | Vanessa                                                   | 5,0 / 10                                                  | 4,0 / 10                                                  | 4,0 / 10                                                  | 4,9 / 10                                                  | -                                                         | 6,0 / 10                                                  | 5,5 / 10                                                  |
| 1                                                         | 4                                                         | Grégory                                                   | Tiffany                                                   | Salle à manger                                            | Samia                                                     | 5,0 / 10                                                  | 6,0 / 10                                                  | 5,0 / 10                                                  | 4,9 / 10                                                  | -                                                         | 6,0 / 10                                                  | 5,5 / 10                                                  |
| 1                                                         | 5                                                         | Gagnant : Vanessa                                         | Gagnant : Vanessa                                         | Gagnant : Vanessa                                         | Gagnant : Vanessa                                         | Gagnant : Vanessa                                         | Gagnant : Vanessa                                         | Gagnant : Vanessa                                         | Gagnant : Vanessa                                         | Gagnant : Vanessa                                         | Gagnant : Vanessa                                         | Gagnant : Vanessa                                         |
| Thème de la semaine : jungle urbaine                      |                                                           |                                                           |                                                           |                                                           |                                                           |                                                           |                                                           |                                                           |                                                           |                                                           |                                                           |                                                           |
| 2                                                         | 6                                                         | Céline                                                    | Charlotte et Christine                                    | Chambre                                                   | Gaëtan                                                    | 2,0 / 10                                                  | 2,0 / 10                                                  | 4,0 / 10                                                  | 4,2 / 10                                                  | Bonus                                                     | 9,0 /10                                                   | 6,6 / 10                                                  |
| 2                                                         | 6                                                         | Céline                                                    | Charlotte et Christine                                    | Chambre                                                   | Emanuele                                                  | 5,0 / 10                                                  | 4,0 / 10                                                  | 5,0 / 10                                                  | 4,2 / 10                                                  | Bonus                                                     | 9,0 /10                                                   | 6,6 / 10                                                  |
| 2                                                         | 6                                                         | Céline                                                    | Charlotte et Christine                                    | Chambre                                                   | Aurélie                                                   | 5,0 / 10                                                  | 6,0 / 10                                                  | 5,0 / 10                                                  | 4,2 / 10                                                  | Bonus                                                     | 9,0 /10                                                   | 6,6 / 10                                                  |
| 2                                                         | 7                                                         | Aurélie                                                   | Amélie et Eva                                             | Chambre                                                   | Emanuele                                                  | 5,0 / 10                                                  | 3,0 / 10                                                  | 4,0 / 10                                                  | 3,8 / 10                                                  | -                                                         | 8,0 /10                                                   | 5,9 / 10                                                  |
| 2                                                         | 7                                                         | Aurélie                                                   | Amélie et Eva                                             | Chambre                                                   | Céline                                                    | 7,0 / 10                                                  | 5,0 / 10                                                  | 4,0 / 10                                                  | 3,8 / 10                                                  | -                                                         | 8,0 /10                                                   | 5,9 / 10                                                  |
| 2                                                         | 7                                                         | Aurélie                                                   | Amélie et Eva                                             | Chambre                                                   | Gaëtan                                                    | 2,0 / 10                                                  | 1,0 / 10                                                  | 3,0 / 10                                                  | 3,8 / 10                                                  | -                                                         | 8,0 /10                                                   | 5,9 / 10                                                  |
| 2                                                         | 8                                                         | Gaëtan                                                    | Christian et Thaïs                                        | Chambre                                                   | Aurélie                                                   | 7,0 / 10                                                  | 6,0 / 10                                                  | 5,0 / 10                                                  | 5,8 / 10                                                  | -                                                         | 7,0 /10                                                   | 6,4 / 10                                                  |
| 2                                                         | 8                                                         | Gaëtan                                                    | Christian et Thaïs                                        | Chambre                                                   | Emanuele                                                  | 5,0 / 10                                                  | 5,0 / 10                                                  | 6,0 / 10                                                  | 5,8 / 10                                                  | -                                                         | 7,0 /10                                                   | 6,4 / 10                                                  |
| 2                                                         | 8                                                         | Gaëtan                                                    | Christian et Thaïs                                        | Chambre                                                   | Céline                                                    | 4,0 / 10                                                  | 8,0 / 10                                                  | 6,0 / 10                                                  | 5,8 / 10                                                  | -                                                         | 7,0 /10                                                   | 6,4 / 10                                                  |
| 2                                                         | 9                                                         | Emanuele                                                  | Joëlle et Zoé                                             | Chambre                                                   | Céline                                                    | 6,0 / 10                                                  | 8,0 / 10                                                  | 6,0 / 10                                                  | 5,9 / 10                                                  | -                                                         | 9,0 /10                                                   | 7,5 / 10                                                  |
| 2                                                         | 9                                                         | Emanuele                                                  | Joëlle et Zoé                                             | Chambre                                                   | Gaëtan                                                    | 6,0 / 10                                                  | 3,0 / 10                                                  | 5,0 / 10                                                  | 5,9 / 10                                                  | -                                                         | 9,0 /10                                                   | 7,5 / 10                                                  |
| 2                                                         | 9                                                         | Emanuele                                                  | Joëlle et Zoé                                             | Chambre                                                   | Aurélie                                                   | 8,0 / 10                                                  | 5,0 / 10                                                  | 6,0 / 10                                                  | 5,9 / 10                                                  | -                                                         | 9,0 /10                                                   | 7,5 / 10                                                  |
| 2                                                         | 10                                                        | Gagnant : Céline                                          | Gagnant : Céline                                          | Gagnant : Céline                                          | Gagnant : Céline                                          | Gagnant : Céline                                          | Gagnant : Céline                                          | Gagnant : Céline                                          | Gagnant : Céline                                          | Gagnant : Céline                                          | Gagnant : Céline                                          | Gagnant : Céline                                          |

## Production
À l'occasion des meilleurs audiences en Belgique, l'émission est renouvelée pour une deuxième saison.
En France, il a été révélé que l'émission est renouvelée pour une deuxième saison qui sera diffusée dans l'année courant 2019.

## Audiences

### Audiences au Belgique
En Belgique, l'émission a rassemblé chaque jour depuis le début de sa diffusion en moyenne 200 000 téléspectateurs avec, pour la part du marché, 29,2 % sur les 18-64 ans et 33 % sur les 15-24 ans.

### Audiences en France
En France, le premier numéro de l'émission a rassemblé 1,04 million de téléspectateurs soit 12,1 % du public.
Durant la deuxième semaine de compétition, Les As de la déco est battue par les audiences de l'émission sur France 3 Slam.
| Extrait des audiences françaises | Extrait des audiences françaises | Extrait des audiences françaises | Extrait des audiences françaises | Extrait des audiences françaises | Extrait des audiences françaises | Extrait des audiences françaises |
| Semaine                          | Émission                         | Date de diffusion                | Téléspectateurs                  | PDA                              | Références                       | Moyenne de la semaine            |
| -------------------------------- | -------------------------------- | -------------------------------- | -------------------------------- | -------------------------------- | -------------------------------- | -------------------------------- |
| 1                                | 1                                | 6 août 2018                      | 1 040 000                        | 12,1 %                           | [ 4 ]                            | 1 110 000 (13,6 %)               |
| 1                                | 2                                | 7 août 2018                      | 1 190 000                        | 13,9 %                           | [ 5 ]                            | 1 110 000 (13,6 %)               |
| 1                                | 3                                | 8 août 2018                      | 1 180 000                        | 1,1 %                            | [ 5 ]                            | 1 110 000 (13,6 %)               |
| 1                                | 4                                | 9 août 2018                      | 1 180 000                        | 13,9 %                           | [ 5 ]                            | 1 110 000 (13,6 %)               |
| 1                                | 5                                | 10 août 2018                     | 1 140 000                        | 15,3 %                           | [ 5 ]                            | 1 110 000 (13,6 %)               |

- Meilleure audience de la semaine
- Meilleur PDA de la semaine